# Diplotoxoides
Diplotoxoides is een vliegengeslacht uit de familie van de halmvliegen (Chloropidae).

## Soorten
- D. dalmatina (Strobl, 1900)